# Valparaíso

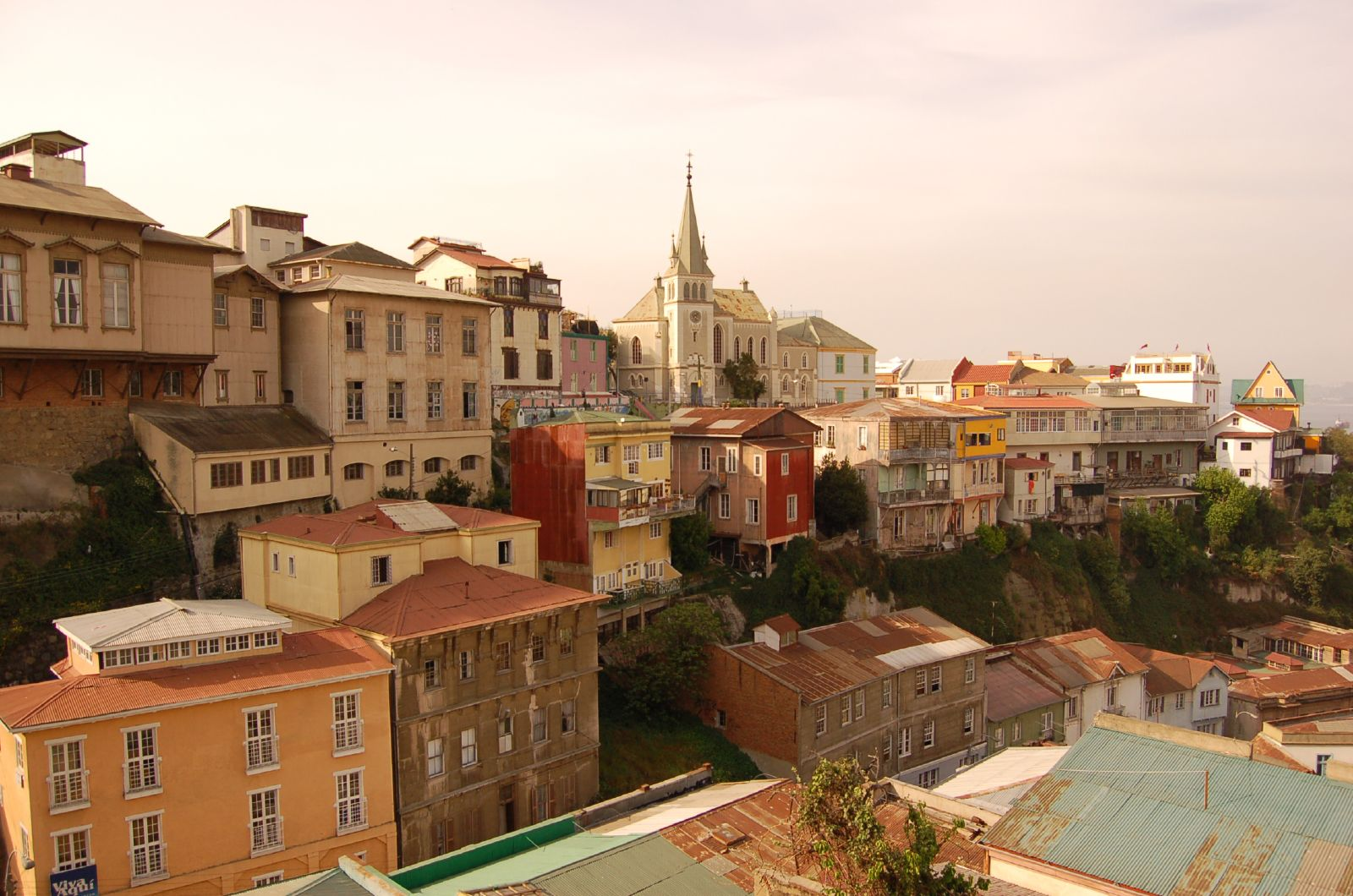
Cerro Concepción - Valparaíso

Valparaíso este un oraș din Chile cu 270.242 locuitori (2002) din regiunea Valparaíso. 

## Personalități născute aici
- Gerardo Martino (n. 1962), fotbalist.